# Zdeněk Ježek
Zdeněk Ježek (13. srpna 1932 Liberec – 24. listopadu 2019 Praha) byl český epidemiolog a infektolog. Působil v mnoha regionech světa a mezinárodních organizacích. V rámci své činnosti ve Světové zdravotnické organizaci se významně podílel na celosvětovém vymýcení pravých neštovic.
Za svou činnost byl mnohokrát oceněn Světovou zdravotnickou organizací, Mongolskou republikou a indickou vládou.

## Život
V roce 1951 odmaturoval na gymnáziu F. X. Šaldy v Liberci, v letech 1952–1958 studoval na lékařské fakultě Univerzity Karlovy v Praze. V letech 1959–1963 působil v Ústavu epidemiologie a mikrobiologie, v roce 1968 absolvoval postgraduální studium Center of Diseases Control (CDC) v Atlantě a Školu veřejného zdravotnictví v Yale University v New Hawenu v Connecticutu a získal specializační diplomy (D.Ep. a D.Hyg) v oboru epidemiologie a hygieny od Ústavu pro doškolování lékařů. V roce 1958 mu byl udělen diplom Rektorátu Karlovy university v Praze, v roce 1961 se atestoval v oboru hygieny a epidemiologie na Ústavu pro doškolování lékařů.
V letech 1965–1970 vedl projekt Rozvoje základních zdravotnických služeb v Ulánbátaru v Mongolsku pod záštitou Světové zdravotnicke organizace (WHO); mj. tam organizoval celoplošné očkování proti obrně. 1972–1977 působil v oblastní úřadovně WHO v Dillí v Indie a v letech 1977–1979 v Mogadišu v Somálsku jako vedoucí epidemiolog programu oblastní eradikace pravých neštovic. 1980 působil v oblastní úřadovně WHO pro Afriku jako oblastní expert infekčních a tropických chorob, Brazzaville v Republice Kongo. V letech 1981–1988 plnil funkci vedoucího pracovníka globální eradikace neštovic v ústředí WHO v Ženevě, 1988–1989 zde působil v rámci globálního programu WHO pro AIDS (SZO-GPA) jako epidemiolog divize Pomocinárodní programy, 1989–1990 jako epidemiolog divize Epidemiologický dohled a výzkum a 1990–1992 jako zástupce ředitele úřadu WHO výzkumu HIV/AIDS.
Byl ženatý (manželka Eva (1936)), měl děti Zdeňka (1960) a Zuzanu (1964). Byl členem skautského hnutí, kde měl přezdívku Muskwa.
Zdeněk Ježek vydal v r. 2010 své paměti, literárně upravené Irenou Jirků.

## Dílo
Je autorem 180 vědeckých článků a soubornějších prací publikovaných v české a zahraniční literatuře.
- Eradication of Smallpox from India, Thomson Press, Faridabad, 1979
- Smallpox Eradication in Somalia, WHO, EMRO, Alexandria, 1989
- Neštovice a jejich eradikace, Avicenum, Praha, 1982
- Smallpox and its Eradication, WHO, Geneva, 1989
- Human Monkeypox, Karger,S., Basel, 1988
- Le Vaccinazioni, Paccini Editore, Fondazione SmithKline, Pisa, 200